# Marco Walker
Marco Walker (ur. 2 maja 1970 w Solurze) – szwajcarski piłkarz występujący na pozycji obrońcy.

## Kariera klubowa
Walker karierę rozpoczynał w 1988 roku w drugoligowym klubie FC Grenchen. W 1990 roku przeszedł do pierwszoligowego FC Lugano, a w 1992 roku trafił do FC Basel, także grającego w ekstraklasie. Jego barwy reprezentował przez 4 lata.
W 1996 roku podpisał kontrakt z niemieckim TSV 1860 Monachium z Bundesligi. Zadebiutował tam 17 sierpnia 1996 roku w wygranym 2:1 pojedynku z Hamburgerem SV. 20 września 1996 roku w wygranym 4:2 spotkaniu z Hansą Rostock strzelił pierwszego gola w Bundeslidze. W TSV przez 2 lata rozegrał 53 spotkania i zdobył 3 bramki.
W 1998 roku Walker odszedł do drugoligowej Tennis Borussii Berlin. W 2000 roku spadł z nim do Regionalligi Nord. Wówczas wrócił do Szwajcarii, gdzie został graczem pierwszoligowego FC Sankt Gallen. W 2002 roku odszedł do innego zespołu Swiss Super League, FC Aarau, gdzie spędził 1,5 roku.
Na początku 2004 roku Walker ponownie wyjechał do Niemiec, tym razem by grać w tamtejszym drugoligowcu, 1. FSV Mainz 05. W tym samym roku awansował z nim do Bundesligi. W 2005 roku odszedł do szwajcarskiego czwartoligowca, BSC Old Boys, gdzie w 2006 roku zakończył karierę.

## Kariera reprezentacyjna
W reprezentacji Szwajcarii Walker zadebiutował 26 kwietnia 1995 roku w przegranym 1:2 meczu eliminacji Mistrzostw Europy 1996 z Turcją. W latach 1995–1997 w drużynie narodowej rozegrał 10 spotkań.